# Tadjourah (stad)
Tadjourah is de oudste stad van Djibouti, de hoofdstad van de regio Tadjourah en de derde stad van het land. De plaats ligt aan de Golf van Tadjourah, waar ze over een haven beschikt, en telt 25.000 inwoners. Vroeger was de stad berucht om haar slavenhandel, maar vandaag staat ze bekend om haar witgekalkte gebouwen en haar nabijgelegen stranden.
Tadjourah beschikt over een luchthaven, maar er worden geen lijnvluchten naar uitgevoerd. Verder is er een ferryverbinding met de stad Djibouti over de Golf van Tadjourah.

## Geboren
- Dileita Mohamed Dileita (1958), premier

Ali Sabieh · Arta · Dikhil · Djibouti · Holhol · Obock · Tadjourah